# United Group
United Group B.V. – międzynarodowe przedsiębiorstwo telekomunikacyjne i mediowe z siedzibą w Amsterdamie. Działalność United Group koncentruje się na krajach byłej Jugosławii.
Portfolio grupy obejmuje marki telekomunikacyjne (Telemach, SBB, TotalTV, Vivacom, Tele2, NetTV Plus) oraz szereg stacji telewizyjnych (m.in. Sport Klub, Nova BH, Pikaboo, Vavoom).
Przedsiębiorstwo powstało w 2007 roku w wyniku połączenia Serbia Broadband i słoweńskiego operatora Telemach.